# NGC 3441
NGC 3441 est une galaxie spirale située dans la constellation du Lion. NGC 3441 a été découverte par l'astronome américain Edward Singleton Holden en 1882.

## Caractéristiques
Sa vitesse par rapport au fond diffus cosmologique est de 6 887 ± 25 km/s, ce qui correspond à une distance de Hubble de 101,6 ± 7,1 Mpc (∼331 millions d'al).
Selon la base de données Simbad, NGC 3441 est une radiogalaxie.

## Supernova
La supernova SN 2004bn a été découverte dans NGC 3441 le 30 avril 2004 dans le cadre du programme LOSS (Lick Observatory Supernova Search) de l'observatoire Lick. Cette supernova était de type II.

## Groupe de NGC 3462
Selon un article publié par Abraham Mahtessian en 1998, NGC 3441 fait partie d'un groupe de 4 galaxies, le groupe de NGC 3462. Les deux autres galaxies du groupe sont NGC 3425 et NGC 3427.